# Burbank, California
Burbank là một thành phố tại quận Los Angeles, California, Hoa Kỳ. Thành phố nằm trong Vùng Đại Los Angeles. Dân số theo điều tra năm 2005 của Cục điều tra dân số Hoa Kỳ là 104.317 người, dân số theo điều tra năm 2010 là người, diện tích là 45,011 km².Được mệnh danh là "Thủ đô truyền thông của thế giới" và có cự ly chỉ là một vài dặm về phía đông bắc của Hollywood, nhiều công ty phương tiện truyền thông và các công ty giải trí có trụ sở chính hoặc có cơ sở sản xuất quan trọng trong Burbank, bao gồm cả Warner Bros Entertainment, Warner Music Group, NBC Universal, Công ty Walt Disney, ABC, Cartoon Network Studios, và Nickelodeon. Thành phố cũng là nơi có sân bay Bob Hope.
Burbank nằm ở hai khu vực riêng biệt, với trung tâm thành phố, trung tâm dân khu vực lân cận chính nép mình trên sườn và chân đồi tăng chiều cao về phía dãy núi Verdugo, và các khu vực khác nằm trong vùng đồng bằng ở cuối phía đông của thung lũng San Fernando.